# Levan Gelbakhiani
Levan Gelbakhiani, georgisch ლევან გელბახიანი (* 30. Dezember 1997 in Tschiatura) ist ein georgischer Tänzer und Schauspieler. Internationale Bekanntheit erlangte er durch sein Schauspieldebüt in dem schwedisch-georgischen Spielfilm Als wir tanzten (2019).

## Leben
Levan Gelbakhiani wurde in Georgien geboren. Eigenen Angaben zufolge war er bereits als Grundschüler fasziniert vom Tanz und trat in seiner Kindheit auch oft in Theaterstücken, u. a. von Kote Marjanishvili sowie in Sochumi, auf. Später nahm er an Tanz-Workshops teil und beschloss, eine berufliche Karriere als Tänzer einzuschlagen. Er trat dem Synthesis-Theater bei, wo er unter dem Choreografen Giorgi Ghonghadze professionell zu trainieren begann. Eine Ausbildung absolvierte Gelbakhiani im Theaterbereich der V. Chabukiani Tbilisi Ballet Art State School in Tiflis.
Gelbakhiani, in Anlehnung an seinen Familiennamen zuweilen „Gelly“ genannt, lebt in Tiflis. Im Sommer 2019 gehörte er der zeitgenössischen Ballettkompanie von Giorgi Aleksidse an, wo er eine Ausbildung für moderne Choreografie absolviert. Von der European Film Promotion wurde Gelbakhiani im Januar 2020 in die Liste von zehn European Shooting Stars aufgenommen.

### Erfolg mit dem FilmAls wir tanzten
Internationale Bekanntheit erlangte Gelbakhiani im Jahr 2019 mit der Hauptrolle in dem Spielfilm Als wir tanzten von Levan Akin. In der schwedisch-georgischen Kinoproduktion übernahm er den Part des Merab, eines angehenden Tänzers des georgischen Nationalballetts in Tiflis, der sich in einen konkurrierenden Mitstudenten (dargestellt von Bachi Valishvili) verliebt. Regisseur Akin war durch Bilder von Gelbakhiani auf Instagram auf den im Kino noch unerprobten Darsteller aufmerksam geworden. Wegen der homoerotischen Thematik weigerte dieser sich am Anfang, die Rolle des Merab zu übernehmen. Erst nach einem Treffen mit Akin und nachdem seine Familie zugestimmt hatte, nahm Gelbakhiani das Angebot an.
Der Entstehungsprozess von Als wir tanzten erstreckte sich über anderthalb Jahre. Akin lobte seinen Hauptdarsteller später als sehr talentierten Tänzer und Schauspieler. „Sein Gesicht hat etwas sehr Ausdrucksvolles. Er kann so plötzlich so viele Emotionen auslösen. Eine Menge Dinge passieren, während du ihn beobachtest. Er macht dich als Betrachter neugierig. Und er sieht oft anders aus – manchmal sieht er jung aus, manchmal sieht er alt aus. Er hat 50.000 Gesichter. Ich wusste, dass es interessant sein würde, ihn zu beobachten“, so Akin über Gelbakhiani. Gelbakhiani wiederum improvisierte als Darsteller oft und brachte auf diese Weise viel von sich in den Film mit ein. Auch freundete er sich mit seinem Ko-Darsteller Bachi Valishvili an und beide unterstützten sich während der Dreharbeiten gegenseitig. Gelbakhiani gab als größte Herausforderung bei den Dreharbeiten das Filmen der finalen Tanzszene an, in der er verschiedene Tänze miteinander kombinieren musste, wofür an einem Tag zwölf Arbeitsstunden nötig waren.
Nach der Veröffentlichung von Als wir tanzten beim Internationalen Filmfestival von Cannes 2019 erhielten der Film und Hauptdarsteller Gelbakhiani viel Lob seitens der Fachkritik. Für seine „ungezwungene“ und „frische“ Darstellung des Merab, die manche Kritiker an jene von Timothée Chalamet aus Call Me by Your Name erinnerte, gewann er die Darstellerpreise der Filmfestivals von Minsk, Odessa, Sarajevo und Valladolid sowie eine Nominierung für den Europäischen Filmpreis als Bester Darsteller. Gleichzeitig wurde Als wir tanzten als schwedischer Beitrag für die Oscarverleihung 2020 in der Kategorie Bester internationaler Film eingereicht. Dagegen war die Premiere des Films in Gelbakhianis Heimatland Georgien im November 2019 von Protesten begleitet, bei denen 27 Menschen verhaftet wurden. Weitere georgische Kinos, in denen der Film gezeigt wurde, mussten unter Polizeischutz gestellt werden. Homophobe ultranationalistische Gruppen riefen zum Boykott von Als wir tanzten auf, während die orthodoxe Kirche in Georgien den Film als inakzeptabel bezeichnete. Gelbakhiani selbst unterstützte öffentlich die LGBTQ-Gemeinschaft und kritisierte die georgischen Regierungsbehörden, Kirchen und öffentliche Verwaltung. Regisseur und Hauptdarsteller waren auch Ziel von Hasskommentaren im Internet. Rückhalt in dieser Zeit erhielt Gelbakhiani von seiner Familie, seinen Freunden und Verwandten.

## Filmografie
- 2019: Als wir tanzten (And Then We Danced)

## Auszeichnungen
- 2019: Minsk International Film Festival – Bester Darsteller (Als wir tanzten)
- 2019: Odessa International Film Festival – Bester Darsteller (Als wir tanzten)
- 2019: Sarajevo Film Festival – Bester Darsteller (Als wir tanzten)
- 2019: Valladolid International Film Festival – Bester Darsteller (Als wir tanzten)
- 2019: Europäischer Filmpreis – Nominierung als Bester Darsteller (Als wir tanzten)
- 2020: Guldbagge – Bester Hauptdarsteller (Als wir tanzten)
- 2020: European Shooting Star – Award als europäischer Nachwuchsschauspieler auf der Berlinale 2020
- 2025: Locarno Film Festival/Leopard – Beste schauspielerische Leistung im Concorso Cineasti del presente für Don't Let The Sun[14]